# Guide to Better Living
Guide to Better Living é o álbum de estreia da banda Grinspoon, lançado a 20 de Julho de 1998.

## Faixas
Todas as faixas por Grinspoon.
1. "Post Enebriated Anxiety" - 2:37
2. "Black Friday" - 2:29
3. "Dead Cat X" - 2:54
4. "More Than You Are" - 3:10
5. "Railrider" - 4:02
6. "Pressure Tested" - 2:46
7. "Repeat" - 3:16
8. "Champion" - 2:41
9. "Pedestrian" - 2:14
10. "NBT" - 2:25
11. "Bad Funk Stripe" - 4:41
12. "Scalped" - 2:35
13. "Boundary" - 2:31
14. "Truk" - 2:43
15. "Sickfest" - 3:12

## Créditos
- Phil Jamieson - Vocal
- Pat Davern - Guitarra
- Joe Hansen - Baixo
- Kristian Hopes - Bateria